# Флориано Пейшото
Флориано Виейра Пейшото (португ. произношение: [floɾiˈɐnu viˈejɾɐ pejˈʃotu]; 3 април 1839 – 25 юли 1895) е бразилски военен и политически деец – първи вицепрезидент и втори президент на Бразилия в периода 23 ноември 1891 – 15 ноември 1894. Поради твърдото си управление той е познат като Обединител на републиката и Железния маршал.

## Семейство и военно-политическа кариера
Роден е на 3 април 1839 г. в Ипиока, предградие на гр. Масейо, щата Алагоас, в бедно семейство и бива отгледан от своя кръстник и чичо, полковник Жозе Пейшото. Като малък учи в основното училище в Масейо, а на 16 отива в Рио де Жанейро, записвайки се в колежа „Сао Педру де Алкантара“, където учи физически науки и математика.
Вече 22-годишен, през 1861 г. Флориано постъпва във Военното училище, а след като две години по-късно отбива военната си служба, той е произведен в чин старши лейтенант.
До Парагвайската война, когато достига до чин подполковник, Флориано заема по-ниски позиции в армията. Навлиза в политиката като президент на провинция Мато Гросо, бидейки няколко години адютант-генерал на армията.
Избира кариерата на професионален войник и участва във войната срещу Парагвай от 1864 – 1870 г. Към момента на избирането му за вицепрезидент – заместник на президента Фонсека, Флориану Пейшото вече е маршал от бразилската армия.
В деня на обявяването на републиката на 15 ноември 1889 г., бидейки отговорен за сигурността на виконта на Оуру Прету и ръководителя на правителството – Афонсо Фигейредо, Флориано отказва да атакува бунтовниците, оправдавайки своето неподчинение с думите:
| „                | Да, но там (в Парагвай) бяхме пред враговете си, а тук всички ние сме бразилци! | “ |
| Флориану Пейшоту |                                                                                 |   |

След това, придържайки се към републиканското движение, Флориано Пейшото разпорежда арестуването на Афонсо Фигейредо.

## Президентство
На 23 ноември 1893 Флориано Пейшото става втори президент на Първата бразилска република, след като предшественикът му Фонсека подава оставка. Заемането на президентската длъжност от Пейшото се смята за противоконституционен акт, тъй като чл. 42 на тогавашната бразилска конституция постановява, че вицепрезидентът може да замести президента на републиката само ако последният оваканти поста след изтичането на половината от срока на президентските правомощия.
По време на изпълнението на своите правомощия Пейшото потушава въстанието на морските офицери от 1893 – 1894 и революцията на федералистите в щатите Рио Гранде до Сул и Санта Катарина. Управлението му е характеризирано със силна централизация и национализъм.
Флориано Пейшото напуска поста си на 15 ноември 1894 г. Въпреки своята непопулярност, неговото управление дава ценен принос за засилването на централната власт, поради което често той е наричан Обединител на републиката и Железния маршал.